# ハートフル・ミュージック・コレクション
『ハートフル・ミュージック・コレクション』 (Heartful Music Collection) は、ダ・カーポのコンピレーション・アルバムのシリーズ名。発売元は日本コロムビア。形態を変えて複数バージョンが発売・再発売されているため、本項では各バージョンごとに時系列で記述する。

## 概要
テーマごとに編集されたコンピレーション・アルバムで、カバー曲を中心に、自身のヒット曲のセルフカバーも含めて構成される。フォークソング・ニューミュージック、童謡・抒情歌（唱歌）の、人口に膾炙した「懐メロ」の楽曲の数々をカバーしている。自身のオリジナル曲を歌う場合は他の曲に合わせてアレンジを変えている。

## バージョン

### オリジナル盤 (単品発売)
1988年から1993年にかけて最初に発売されたオリジナル盤。この当時は『ハートフル・ミュージック・コレクション』というシリーズ名は付いていなかった。
各2枚組、単品販売。紙箱入り。ジャケットデザインは白基調で花とダ・カーポの2人が写っている。定価は各6,000円（税込）。廃盤。
1. 童謡ファンタジー ぬくもりの贈りもの
1988年2月29日発売、規格品番：COCC-9564。
2. 抒情歌ファンタジー おもいでの贈りもの
1988年11月30日発売、規格品番：60CC-2997〜98。
3. フォークソング・ファンタジー 青春の贈りもの
1990年4月発売、規格品番：CC-4715〜16。
4. アコースティック・ファンタジー 友への贈りもの
1993年4月30日発売、規格品番：COCC-10785〜86。

#### 収録曲
童謡ファンタジー ぬくもりの贈りもの
- Disc 1・2を合わせて50曲を収録[2]。
- Disc 1
  - 1.七つの子／2.靴が鳴る／3.あめふり／4.歌の町[3]／5.十五夜お月さん／6.夕日／7.かわいい魚屋さん／8.春よ来い／9.たきび／10.お正月／11.赤い鳥小鳥／12.ないしょ話[4]／13.しゃぼん玉／14.ぞうさん／15.仲よし小道[5]／16.あの町この町／17.お山の杉の子／18.汽車ポッポ／19.めえめえ小山羊／20.雪（文部省唱歌）／21.肩たたき／22.ゆりかごの歌／23.ふたあつ／24.あの子はたあれ／25.夕やけ小やけ
- Disc 2
  - 1.赤い靴／2.かなりや／3.雨[6]／4.青い眼の人形／5.花嫁人形／6.故郷／7.汽車／8.うみ／9.まっかな秋／10.緑のそよ風／11.虫のこえ／12.どこかで春が／13.赤とんぼ／14.月の砂漠／15.春の小川／16.雨降りお月／17.富士山／18.海／19.小さい秋みつけた／20.花かげ[7]／21.背くらべ／22.紅葉／23.朝はどこから／24.春が来た／25.冬の夜

抒情歌ファンタジー おもいでの贈りもの
- Disc 1・2を合わせて40曲を収録[8]。
- Disc 1
  - 1.浜辺の歌／2.若葉（文部省唱歌）／3.茶摘／4.星の界／5.灯台守／6.出船（でふね）[9]／7.椰子の実／8.まちぼうけ／9.しかられて／10.故郷の廃家／11.夏は来ぬ／12.牧場の朝／13.冬景色／14.七里ヶ浜の哀歌／15.追憶／16.村のかじや／17.故郷の空／18.荒城の月／19.かすみか雲か／20.五木の子守歌
- Disc 2
  - 1.夏の思い出／2.この道／3.村祭り（文部省唱歌）[10]／4.旅愁／5.冬の星座／6.早春賦／7.埴生の宿／8.花／9.宵待草／10.港／11.おぼろ月夜／12.われは海の子／13.森の水車[11]／14.浜千鳥[12]／15.鎌倉 (文部省唱歌)／16.砂山／17.かあさんの歌／18.花の街／19.からたちの花／20.雪のふるまちを

フォークソング・ファンタジー 青春の贈りもの
- Disc 1・2を合わせて40曲を収録[13]。
- Disc 1
  - 1.星に祈りを／2.翼をください／3.あの素晴らしい愛をもう一度／4.この広い野原いっぱい／5.小さな日記／6.秋でもないのに／7.さよならをするために／8.知床旅情／9.誰もいない海／10.どこまでも行こう／11.上を向いて歩こう／12.涙くんさよなら／13.白い想い出／14.四季の歌／15.今日も夢みる[注釈 1]／16.青葉城恋唄／17.琵琶湖周航の歌／18.悲しくてやりきれない／19.遠い世界に／20.今日の日はさようなら
- Disc 2
  - 1.野に咲く花のように／2.白いブランコ／3.美しい星／4.虹と雪のバラード／5.赤い花白い花／6.贈る言葉／7.公園の手品師／8.さくら貝の歌／9.宗谷岬／10.遠くへ行きたい／11.空に星があるように／12.リンデンバウムの歌／13.あなたの心に／14.花のメルヘン／15.見上げてごらん夜の星を／16.あざみの歌／17.若者たち／18.さらば青春／19.夜明けの歌／20.忘れな草をあなたに

アコースティック・ファンタジー 友への贈りもの
- Disc 1・2を合わせて36曲を収録[15]。
- Disc 1
  - 1.岬めぐり／2.なごり雪／3.風／4.22才の別れ／5.シクラメンのかほり／6.時には母のない子のように／7.私は泣いています／8.ウイスキーの小瓶／9.白いサンゴ礁／10.学生街の喫茶店／11.「いちご白書」をもう一度／12.神田川 (曲)／13.雪／14.空飛ぶ鯨の話[注釈 2]／15.花と小父さん／16.サルビアの花／17.天までとどけ／18.クリーム色の電車に乗って[注釈 3]
- Disc 2
  - 1.結婚するって本当ですか／2.卒業写真／3.青春の影／4.花嫁／5.白い色は恋人の色／6.結婚しようよ／7.青空、ひとりきり／8.行き暮れて／9.しおさいの詩／10.心もよう／11.少しは私に愛を下さい／12.東京／13.ぼくの好きな先生／14.旅の宿／15.真夜中のギター／16.空よ／17.帰れない二人／18.夏の日の忘れもの[注釈 4]

### CD-BOX 1997年盤
1997年4月、5枚組CD-BOX『フォーエヴァー・ファンタジー 明日への贈りもの』として発売。規格品番：COCC-15160〜64。廃盤。
オリジナル盤を各1枚に編集し、5枚組CD-BOXとしたもの。紙箱入り、ジャケットは緑基調で蔦のリースのデザイン。
フォーエヴァー・ファンタジー 明日への贈りもの
- Disc 1「童謡」-『童謡ファンタジー ぬくもりの贈りもの』の編集盤。
- Disc 2「抒情歌」-『抒情歌ファンタジー おもいでの贈りもの』の編集盤。
- Disc 3「フォークソング」-『フォークソング・ファンタジー 青春の贈りもの』の編集盤。
- Disc 4「アコースティック」-『フォークソング・ファンタジー 青春の贈りもの』の編集盤。
- Disc 5「オリジナル」- 過去のヒット曲のセルフカバーで構成されたベスト・アルバム。

### 2001年盤 (単品発売)
2001年4月から7月にかけて、『ハートフル・ミュージック・コレクション』のシリーズ名を付してCD5点を再発売。各2枚組、単品販売。
Disc 1 - 4の収録曲は、オリジナル盤と同一。
『フォーエヴァー・ファンタジー 明日への贈りもの』のDisc 5「オリジナル」に楽曲を追加し、2枚組セルフカバー・アルバム『ベストヒット・ファンタジー ありがとうの贈りもの』として同時発売した。
ジャケットデザインを変更し、同一デザインで各CDごとに色を変えている。定価は各2,800円（税抜）と大幅に値下げした。なお、再発売にあたり音源のリマスタリングなどはなされていない。
童謡ファンタジー ぬくもりの贈りもの
- 2001年4月21日発売、規格品番：COCP-31343〜44（ジャケット赤）[2]

抒情歌ファンタジー おもいでの贈りもの
- 2001年7月20日発売、規格品番：COCP-31489〜90（ジャケット紫）[8]

フォークソング・ファンタジー 青春の贈りもの
- 2001年4月21日発売、規格品番：COCP-31345〜46（ジャケット緑）[13]

アコースティック・ファンタジー 友への贈りもの
- 2001年7月20日発売、規格品番：COCP-31491〜92（ジャケット青）[15]

ベストヒット・ファンタジー ありがとうの贈りもの
- 2001年4月21日発売、規格品番：COCP-31341〜32（ジャケット橙）
  - Disc 1
    - 収録曲：1.結婚するって本当ですか／2.宗谷岬／3.野に咲く花のように／4.不良少女白書[注釈 5]／5.明日…あざやか／6.地球 (テラ) へ…(Coming Home To Terra)／7.バスが坂道を下りてくる／8.愛する人と生まれた街へ／9.家族日誌／10.てふてふ／11.夢ななつ／12.山の手の坂道／13.赤い靴のマリー／14.75°の想い出／15.みちたりた時の中で／16.ストームのあとで…／17.青いスミレとスカーフ／18.幸福

  - Disc 2
    - 収録曲：1.ふり返る日のために／2.しろつめ草／3.雨降りの詩／4.イトコのジロちゃん／5.てくてく／6.その日は雪が降ったよ／7.寒椿／8.山百合／9.いつか愛する人ができたら／10.恋人／11.イカ採りの唄／12.組曲わらべ唄 (メドレー) おおさむ こさむ〜かたいきぼんぼ〜雨バラバラ〜ゆうだち／13.安楽城の子守唄／14.てんさぐの花／15.耳をすましてごらん／16.星は眠らない／17.月夜のオルゴール／18.夜想楽／19.Mother Earth[注釈 6]

### CD-BOX 2008年盤
2008年1月30日、『ダ・カーポ 名曲大全集 〜HEARTFUL BEST〜』として再発売。 デビュー35周年を記念して発売された。規格品番：COCP-34789～93、定価9,428円（税込）。
5枚組CD-BOX。Disc 1「オリジナル編&世界の名歌編」、Disc 2「フォークソング編」、Disc 3「アコースティック編」、Disc 4「童謡編」、Disc 5「抒情歌編」で構成。Disc 1「オリジナル編&世界の名歌編」には、2001年以降に発表された新曲・新バージョンも収録する。
Disc 2「フォークソング編」、Disc 3「アコースティック編」、Disc 4「童謡編」、Disc 5「抒情歌編」の収録曲は、従来作にほぼ準じる。

#### 収録曲
ダ・カーポ 名曲大全集 〜HEARTFUL BEST〜
- Disc 1「オリジナル編&世界の名歌編」[17]
  - 1.結婚するって本当ですか／2.宗谷岬／3.野に咲く花のように／4.不良少女白書／5.地球 (テラ) へ…(Coming Home To Terra)／6.バスが坂道を下りてくる／7.愛する人と生まれた街へ／8.家族日誌／9.イカ採りの唄／10.空からこほれたStory[注釈 7]／11.さよならとは言わないで[注釈 8]／12.よこはま詩集／13.いいことだけ考えよう (アルバム・ヴァージョン)[注釈 9]／14.悲しみにさよならを[注釈 10]／15.人生の贈り物 〜他に望むものはない〜／16.ベストパートナー[注釈 11]／17.15秒の風景 (2006年ヴァージョン)[注釈 12]／18.アメイジング・グレイス／19.聖夜 (きよしこの夜)

- Disc 2「フォークソング編」[17]
  - 1.星に祈りを／2.翼をください／3.あの素晴らしい愛をもう一度／4.この広い野原いっぱい／5.小さな日記／6.さよならをするために／7.誰もいない海／8.上を向いて歩こう／9.涙くんさよなら／10.悲しくてやりきれない／11.遠い世界に／12.今日の日はさようなら／13.白いブランコ／14.虹と雪のバラード／15.遠くへ行きたい／16.空に星があるように／17.あなたの心に／18.花のメルヘン／19.見上げてごらん夜の星を／20.若者たち／21.さらば青春

- Disc 3「アコースティック編」[17]
  - 1.岬めぐり／2.なごり雪／3.風／4.22才の別れ／5.時には母のない子のように／6.私は泣いています／7.学生街の喫茶店／8.「いちご白書」をもう一度／9.神田川／10.雪／11.サルビアの花／12.卒業写真／13.青春の影／14.花嫁／15.白い色は恋人の色／16.結婚しようよ／17.心もよう／18.東京／19.真夜中のギター／20.空よ

- Disc 4「童謡編」[17]
  - 1.七つの子／2.靴が鳴る／3.あめふり／4.夕日／5.春よ来い／6.たきび／7.お正月／8.しゃぼん玉／9.ぞうさん／10.あの町この町／11.汽車ポッポ／12.雪／13.ゆりかごの歌／14.夕やけ小やけ／15.赤い靴／16.故郷／17.汽車／18.うみ／19.虫のこえ／20.どこかで春が／21.赤とんぼ／22.月の砂漠／23.春の小川／24.雨降りお月／25.富士山／26.海／27.小さい秋みつけた／28.紅葉／29.春が来た／30.冬の夜

- Disc 5「抒情歌編」[17]
  - 1.浜辺の歌／2.茶摘／3.椰子の実／4.まちぼうけ／5.しかられて／6.牧場の朝／7.冬景色／8.故郷の空／9.荒城の月／10.五木の子守歌／11.夏の思い出／12.この道／13.旅愁／14.早春賦／15.埴生の宿／16.おぼろ月夜／17.われは海の子／18.森の水車／19.浜千鳥／20.砂山／21.かあさんの歌／22.花の街／23.からたちの花

### CD-BOX 2023年盤
2023年11月29日、『ダ・カーポ 大全集ベスト CD-BOX』として再発売。デビュー50周年を記念して発売された。5枚組CD-BOX、規格品番：COCP-42146～50、定価12,000円（税込）。
ジャケットは黄基調で、ダ・カーポの2人と娘の榊原麻理子の3人の家族写真。また購入者特典として、ダ・カーポが50周年を語るスペシャル・メッセージと楽曲を2曲歌唱する動画を視聴できる二次元コードが付属する。
Disc 1「オリジナル編」には、2000年代から2023年までに発表された新曲・新バージョンも収録する。
Disc 2「フォークソング編」、Disc 3「アコースティック編」、Disc 4「童謡編」、Disc 5「抒情歌編」の収録曲は、従来作にほぼ準じる。

#### 収録曲
ダ・カーポ 大全集ベスト CD-BOX
- Disc 1「オリジナル編」[18]
  - 1.結婚するって本当ですか／2.宗谷岬／3.夏の日の忘れもの／4.野に咲く花のように／5.地球 (テラ) へ… (Coming Home To Terra)／6.空からこぼれたStory／7.金色の山／8.賜物／9.よこはま詩集／10.さよならとは言わないで／11.いいことだけ考えよう (アルバム・ヴァージョン)／12.悲しみにさよならを／13.はじめての日[注釈 13]／14.15秒の風景 (2006年ヴァージョン)／15.ありがとう[注釈 14]／16.ベストパートナー／17.青春のままに[注釈 15]／18.ふるさとの空[注釈 16]／19.今日がいちばん若い日！[注釈 17]

- Disc 2「フォークソング編」[18]
  - 1.翼をください／2.あの素晴らしい愛をもう一度／3.この広い野原いっぱい／4.小さな日記／5.知床旅情／6.誰もいない海／7.どこまでも行こう／8.上を向いて歩こう／9.涙くんさよなら／10.四季の歌／11.手のひらを太陽に／12.今日の日はさようなら／13.白いブランコ／14.虹と雪のバラード／15.遠くへ行きたい／16.贈る言葉／17.あざみの歌	／18.花のメルヘン／19.見上げてごらん夜の星を／20.若者たち／21.さらば青春

- Disc 3「アコースティック編」[18]
  - 1.岬めぐり／2.なごり雪／3.風／4.22才の別れ／5.白いサンゴ礁／6.学生街の喫茶店／7.「いちご白書」をもう一度／8.神田川／9.サルビアの花／10.さとうきび畑／11.卒業写真／12.青春の影／13.涙そうそう／14.白い色は恋人の色／15.しおさいの詩／16.心もよう／17.糸／18.真夜中のギター／19.少年時代

- Disc 4「童謡編」[18]
  - 1.七つの子／2.靴が鳴る／3.あめふり／4.十五夜お月さん／5.春よ来い／6.たきび／7.お正月／8.しゃぼん玉／9.みかんの花咲く丘／10.お山の杉の子／11.汽車ポッポ／12.雪／13.ゆりかごの歌／14.夕やけ小やけ／15.赤い靴／16.故郷／17.かなりや／18.うみ／19.青い眼の人形／20.どこかで春が／21.赤とんぼ／22.月の沙漠／23.春の小川／24.雨降りお月さん／25.富士山／26.背くらべ／27.小さい秋みつけた／28.紅葉／29.春が来た／30.里の秋

- Disc 5「抒情歌編」[18]
  - 1.浜辺の歌／2.茶摘／3.椰子の実／4.夏は来ぬ／5.しかられて／6.牧場の朝／7.冬景色／8.追憶／9.荒城の月／10.五木の子守歌／11.夏の思い出／12.この道／13.旅愁／14.早春賦／15.埴生の宿／16.おぼろ月夜／17.われは海の子／18.浜千鳥／19.仰げば尊し／20.砂山／21.かあさんの歌／22.花の街／23.からたちの花